# Campo da golf

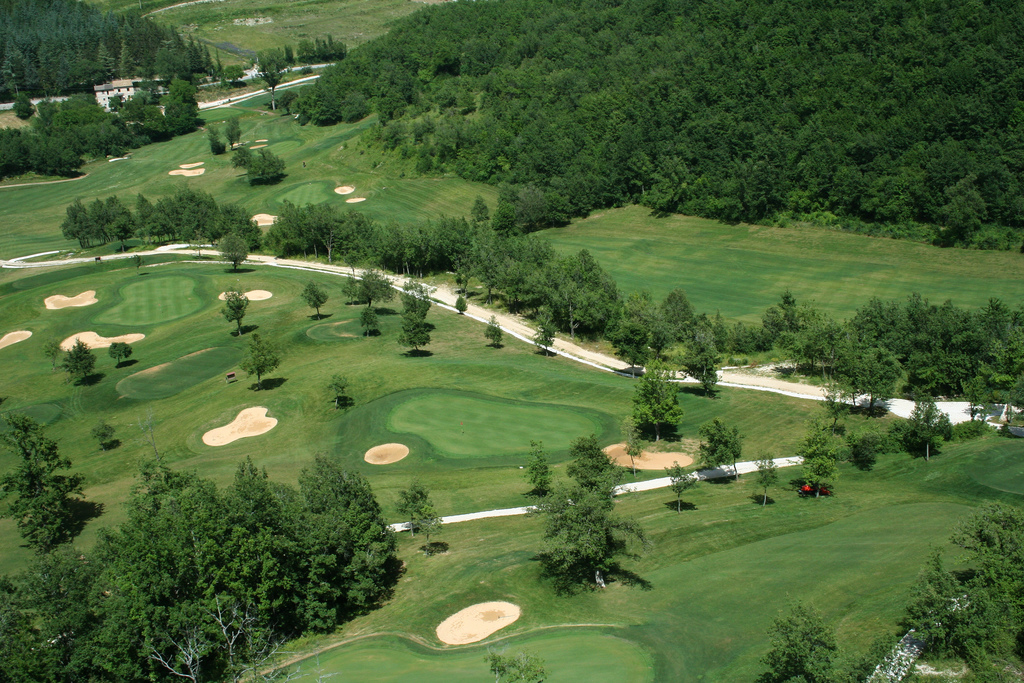
Campo da golf visto dall'alto

Un campo da golf è un'area destinata alla pratica di questo gioco, e definita e riconosciuta ufficialmente come tale. Un campo da golf è in genere costituito da uno o più percorsi di 18 buche. Ogni buca è posta al termine di un percorso costituito da varie zone: lungo il percorso possono presentarsi difficoltà, o ostacoli, di varia natura.
Bisogna distinguere fra campo da golf e circolo, che è un'associazione che si occupa del mantenimento del campo e dell'istituzione di infrastrutture, come la club house, che in genere ha un bar, e un'area di pratica in cui è possibile esercitarsi in tiri lunghi, approcci o putt sul green di pratica e quindi affinare la tecnica, magari con l'aiuto di un professionista.

## Area di partenza

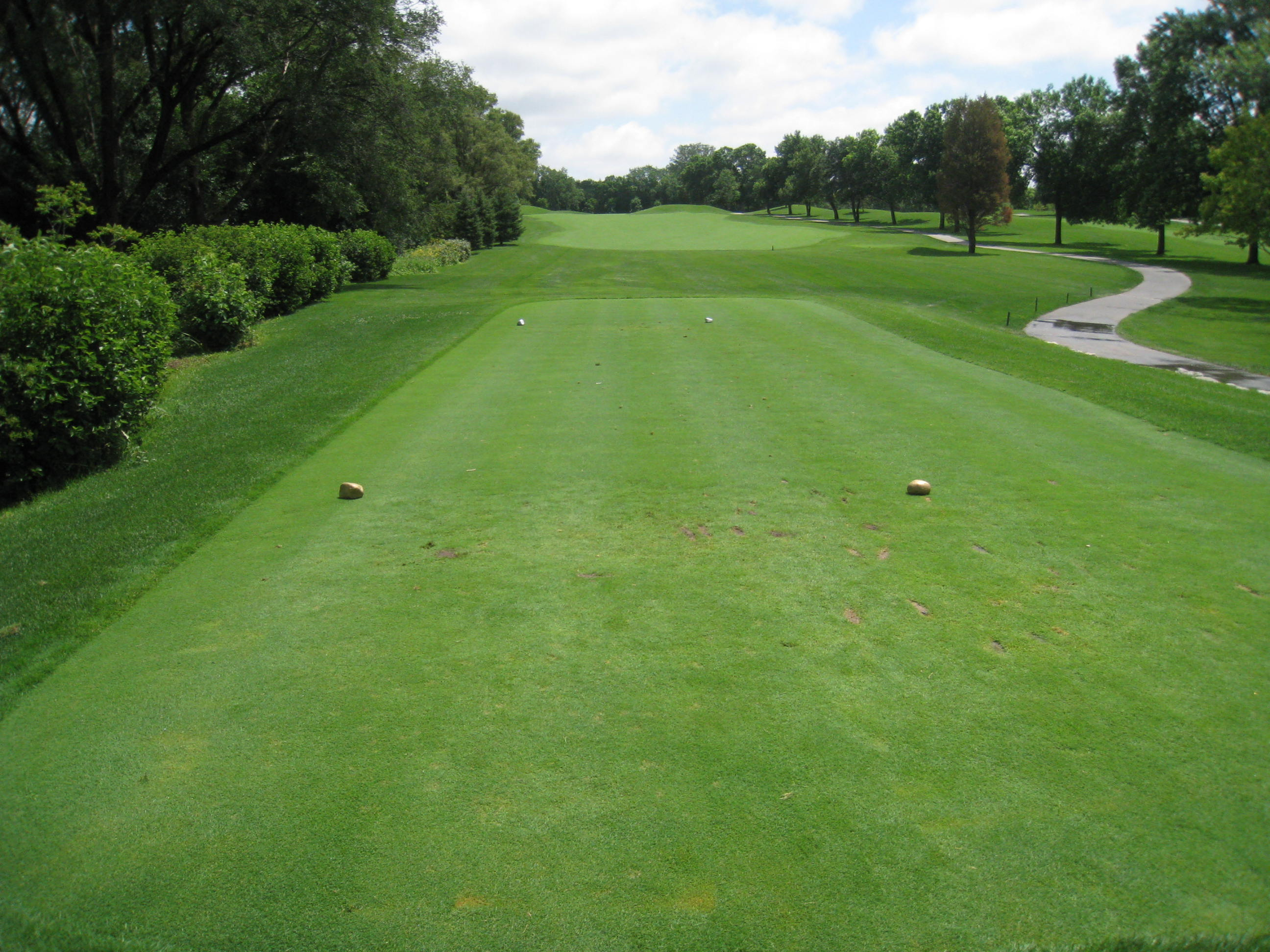
Piazzola di partenza

L'area di partenza (tee) è una zona con erba accuratamente rasata, da cui i golfisti partono per il gioco di una buca. I giocatori devono colpire per la prima volta entro o dietro degli speciali paletti (chiamati “battitori”), se partono oltre rischiano una penalità o il loro colpo può essere annullato. Da questo punto in genere si supporta la pallina con uno supporto sagomato in legno o plastica chiamato tee per tenere sollevata la palla e che facilita l'uso del driver, il bastone per i tiri più lunghi. Ogni buca ha più aree di partenza, per uomini e per donne che, essendo in genere meno potenti, raggiungono distanze più brevi e quindi hanno un vantaggio; i tee per i professionisti sono arretrati rispetto a quelli per i dilettanti. I paletti che delimitano il tee assumono colori differenti in base allo status (dilettante o professionista) e al sesso a cui sono dedicati. Generalmente si utilizzano: il colore bianco, per i giocatori uomini professionisti, il colore giallo per i giocatori uomini dilettanti, blu o nero, per le giocatrici donne professioniste e infine rosso per le giocatrici donne dilettanti. 

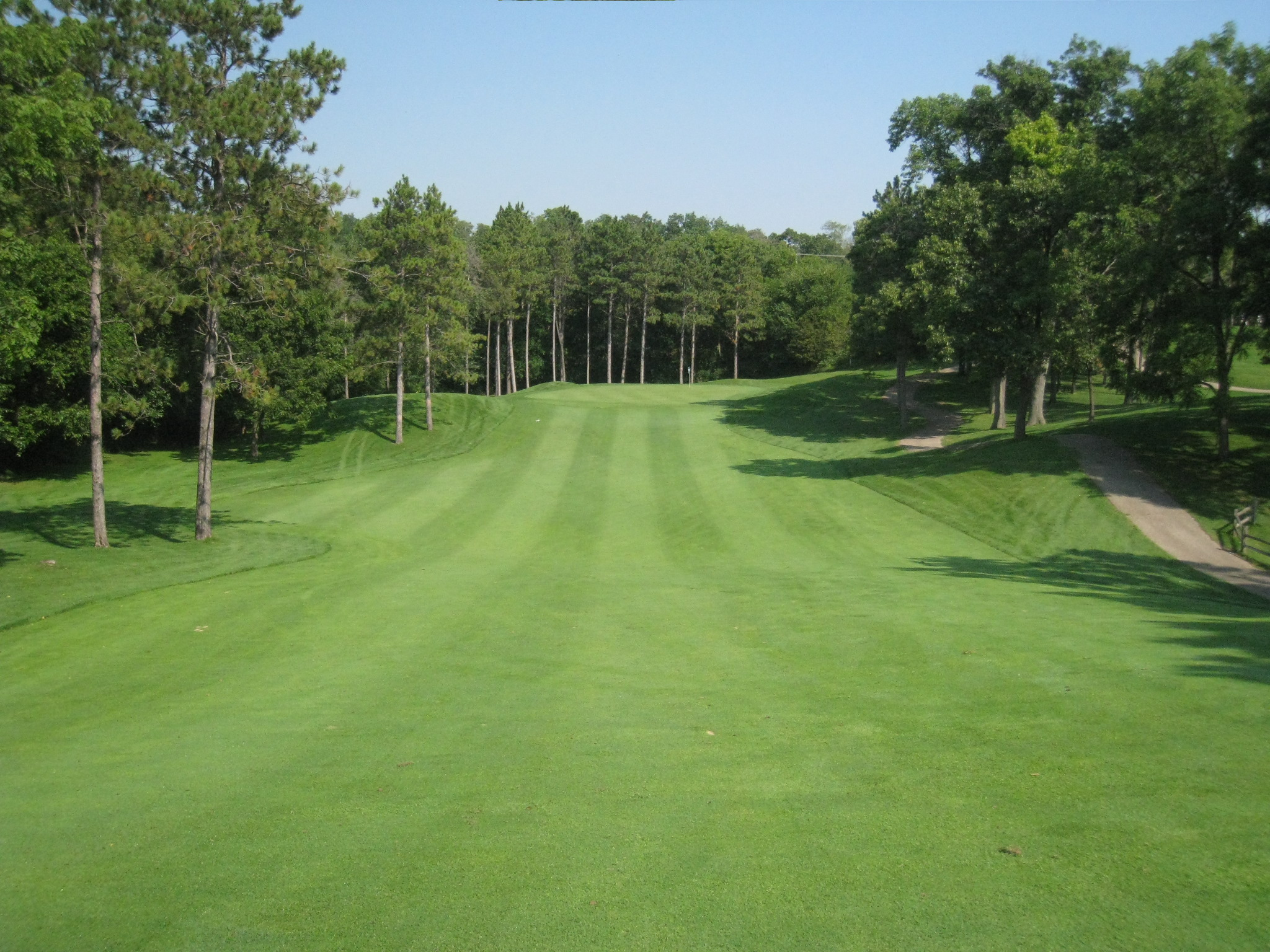
Il fairway

## Fairway e rough
Il fairway (dall'inglese "giusta" o "bella via") è un'area estesa costituita da erba rasata in modo da rendere facile il gioco della palla. Di norma, si estende da poco oltre l'area di partenza fino ad arrivare nei pressi del green della buca (il fairway intorno al green prende comunemente nome di “avangreen”) e in larghezza per qualche decina di metri. Ai lati del fairway c'è il “primo taglio” che costituisce circa un metro e mezzo di erba tagliata a media lunghezza, più esternamente si trova il rough, ovvero erba alta che rende difficile il gioco della palla, designato per penalizzare quei giocatori che non hanno eseguito correttamente il colpo precedente. In alcuni campi è presente l'heavy rough, si tratta di erba ancora più alta e quasi completamente incolta che rende difficilissimo il gioco della palla.
Il fairway di una buca non è sempre diritto: può curvare a destra o a sinistra nel corso della buca: questo viene definito come dogleg. Spesso, lungo i lati della buca corrono dei paletti bianchi che stanno a indicare il fuori limite: se la palla finisce oltre questi paletti, allora il colpo è annullato e bisogna, con la penalità di un colpo, tirare nuovamente dal punto precedente.

## Altri elementi del campo

### Ostacoli

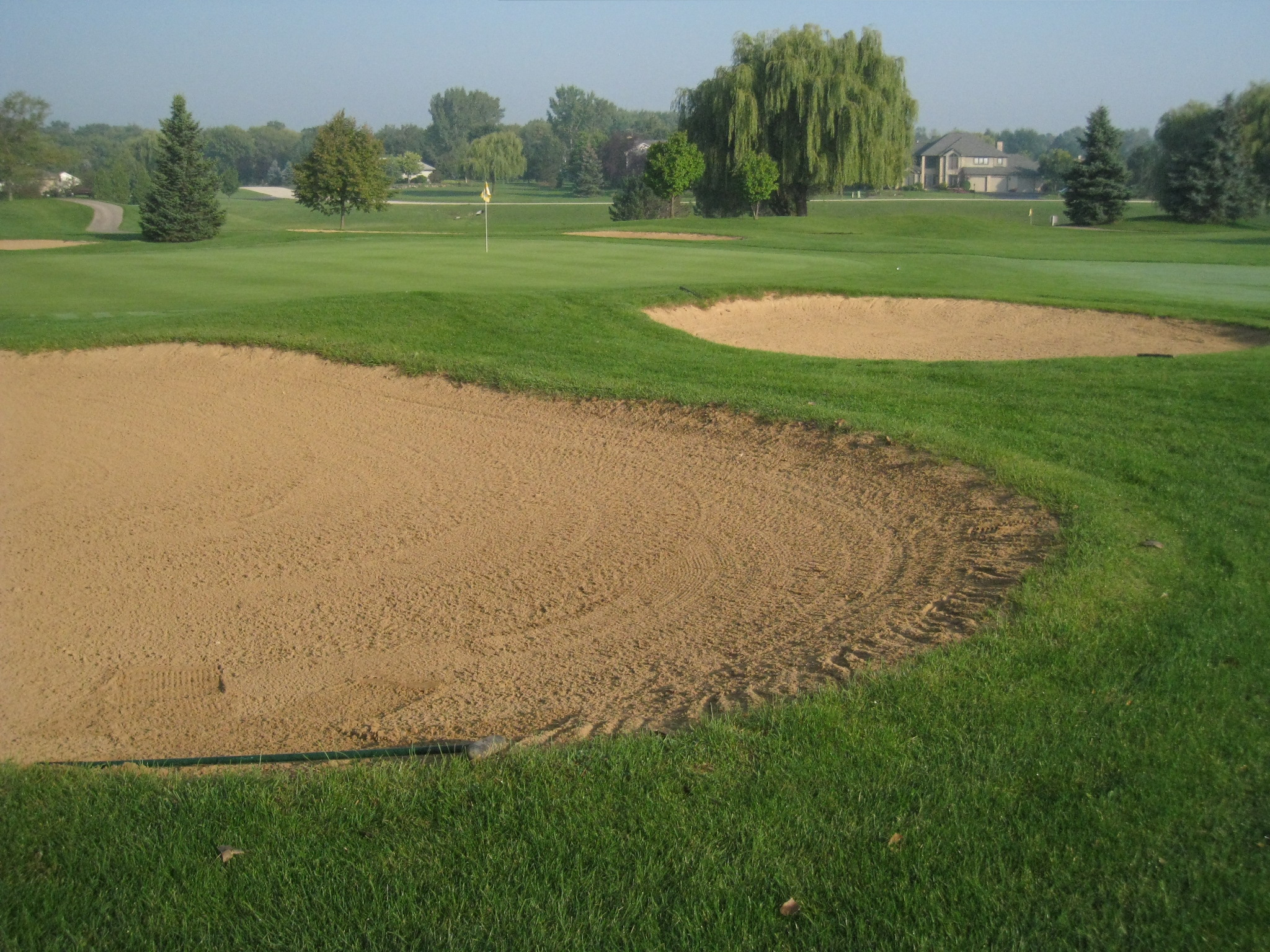
Un green difeso dai bunker, un comune tipo di ostacolo

Molte buche possiedono qualche ostacolo, per rendere il gioco della stessa più difficile ma anche avvincente. Esistono i bunker, in genere ai lati del fairway o prima di un green, che rendono difficoltosa l'uscita essendo pieni di sabbia. Gli ostacoli d'acqua, indicati da paletti gialli, e gli ostacoli d'acqua laterali, segnalati invece con paletti rossi, sono costituiti da fiumi, mari, laghi, ruscelli ma anche pozze profonde e vuote, da cui è sempre difficile giocare ed è invece comune perdere una palla. È possibile giocare da un ostacolo d'acqua, ma senza toccare il terreno o l'acqua prima di effettuare il colpo. Se invece si preferisce estrarre la palla al di fuori dell'ostacolo oppure se la palla è persa all'interno dell'ostacolo, è possibile droppare la palla secondo alcune regole, con la penalità di un colpo.

### Ostruzioni

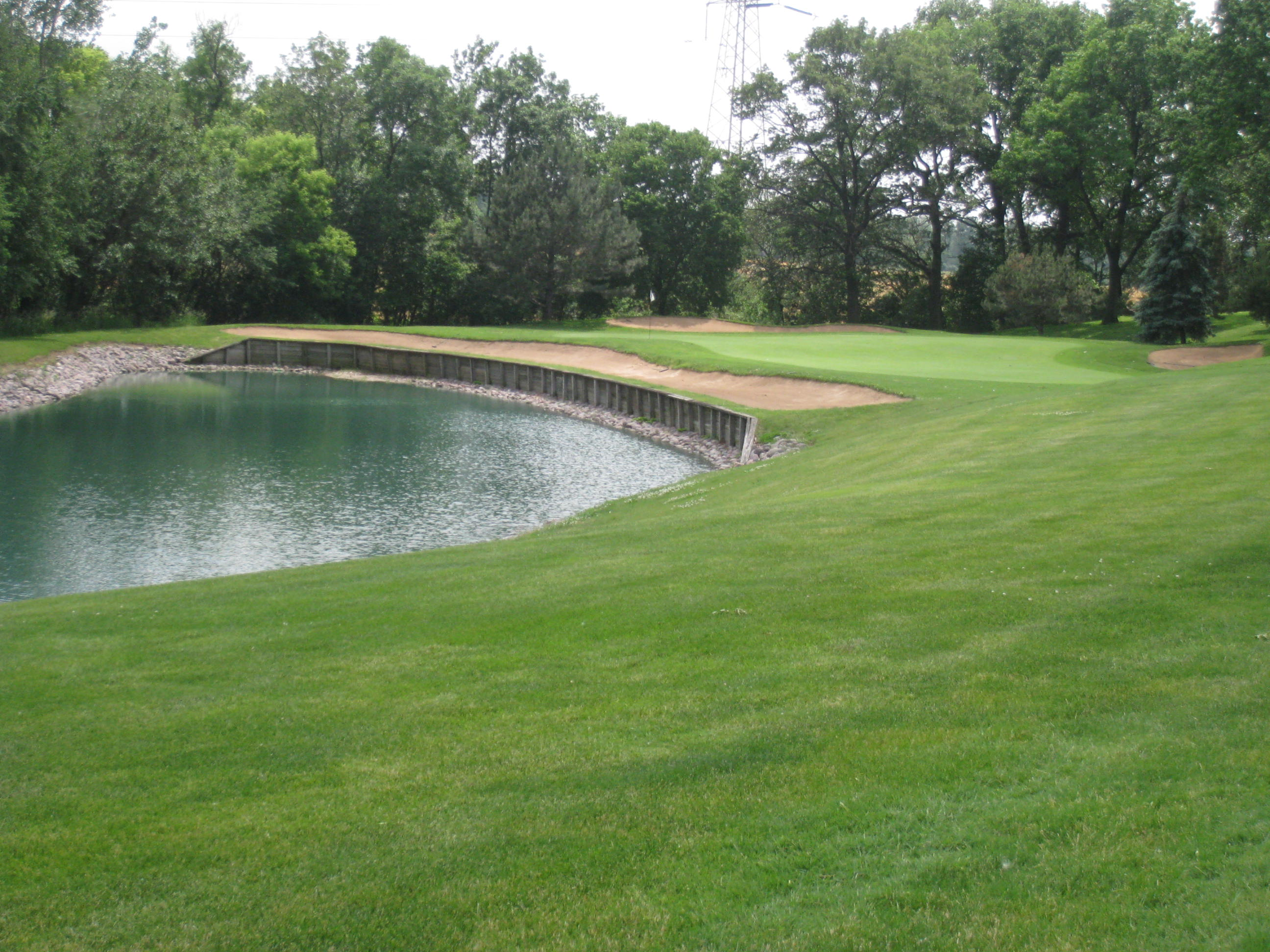
Ostacolo d'acqua

Vi possono inoltre essere le ostruzioni, oggetti strettamente artificiali, che rendono impossibile eseguire un colpo o interferiscono con una corretta traiettoria della palla. Esse possono essere movibili se mosse senza un irragionevole sforzo, e invece inamovibili se rimuoverle è impossibile o vietato. È lecito spostare la posizione della palla nel caso vi sia un'ostruzione (oppure spostare l'ostruzione stessa) senza subire alcuna penalità.

### Condizioni anormali del terreno

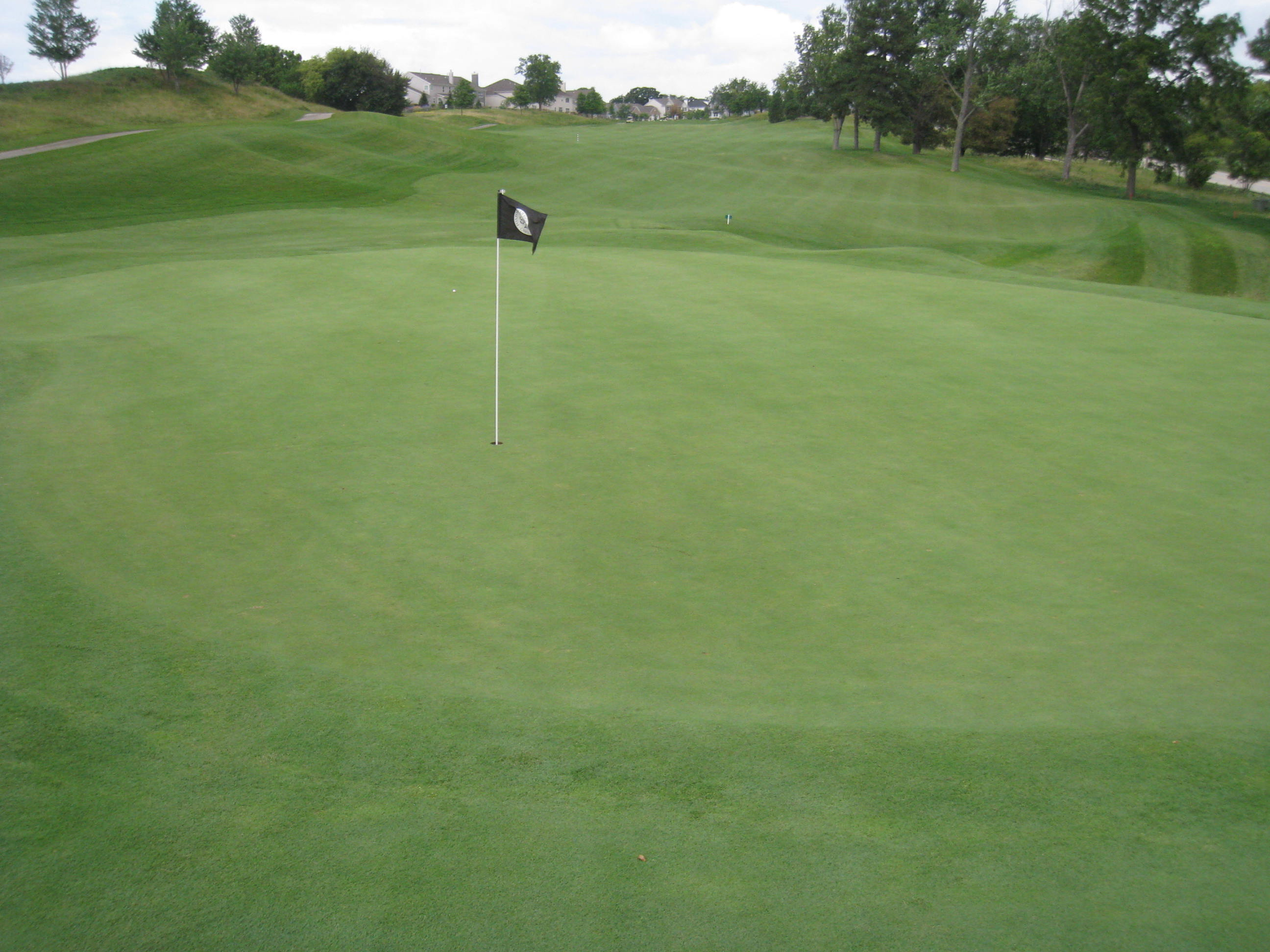
Il green

Queste sono condizioni in genere temporanee che non permettono un gioco corretto sul percorso. Possono essere, ad esempio, l'acqua occasionale, cioè ristagni momentanei d'acqua per via di abbondanti precipitazioni (non sono quindi assolutamente ostacoli), dai quali è possibile rimuovere senza penalità la palla e dropparla nel punto più vicino dove ovviare. Le condizioni anormali includono il terreno in riparazione, cioè quelle aree del percorso che stanno subendo una manutenzione straordinaria o ordinaria e dalle quali quindi non è agevole giocare. Esse sono in genere indicate da paletti blu, e se la palla finisce all'interno di suddetto terreno, è consentito tirarla fuori senza alcuna penalità.

## Green

Elementi tipici di una buca in un campo da golf: 1-Tee di partenza, 2-Ostacolo d'acqua, 3-Rough, 4-Fuori Limite, 5-Bunker, 6-Ostacolo d'acqua, 7-Fairway, 8-Green, 9-Bandiera, 10-Buca

È l'area con erba più rasata, entro la quale si trova la buca con la bandierina, dedicata al gioco di precisione eseguito con il putter.

## Course e slope rating
Ad ogni campo da golf vengono assegnati due numeri per descriverne la difficoltà. Il primo, denominato course rating, rappresenta il numero ideale di colpi che un giocatore scratch si può aspettare di fare in un giro regolare; esso può essere maggiore o minore del Par del campo. Nonostante il Par infatti sia basato su dati quali la lunghezza delle buche, queste ultime possono risultare mediamente più facili o difficili a seconda di eventuali ostacoli, fuori limite, ecc. In genere il suo valore è compreso fra 67 e 77.
Il secondo, lo slope rating, rappresenta invece il livello di difficoltà per un giocatore medio, cioè con handicap esatto pari a 18. Questo numero varia fra 55 e 155, ma per un campo medio è 113. I due valori di rating vengono poi utilizzati per calcolare l'effettivo handicap di gioco per un giocatore, che varia quindi a seconda della difficoltà del campo in modo da uniformare i risultati delle competizioni fra terreni diversi.